# Episodi di Cold Squad - Squadra casi archiviati (seconda stagione)
La seconda stagione della serie televisiva Cold Squad - Squadra casi archiviati è stata trasmessa in anteprima in Canada dalla CTV tra il 25 settembre 1998 e il 19 febbraio 1999.
| nº | Titolo originale     | Titolo italiano | Prima TV Canada   | Prima TV Italia |
| -- | -------------------- | --------------- | ----------------- | --------------- |
| 1  | Jane Doe (Part 1)    |                 | 25 settembre 1998 |                 |
| 2  | Jane Doe (Part 2)    |                 | 2 ottobre 1998    |                 |
| 3  | Stanley Caron        |                 | 9 ottobre 1998    |                 |
| 4  | Merv Doucette        |                 | 16 ottobre 1998   |                 |
| 5  | Marcey Bennett       |                 | 23 ottobre 1998   |                 |
| 6  | Chantal LaMorande    |                 | 30 ottobre 1998   |                 |
| 7  | Willy Santayana      |                 | 13 novembre 1998  |                 |
| 8  | Dwayne Douglas Smith |                 | 20 novembre 1998  |                 |
| 9  | Edmund Kritch        |                 | 4 dicembre 1998   |                 |
| 10 | Marilyn Larson       |                 | 8 gennaio 1999    |                 |
| 11 | The Kowalchuck Boy   |                 | 15 gennaio 1999   |                 |
| 12 | Douglas Somerset     |                 | 22 gennaio 1999   |                 |
| 13 | Bobby Johnson        |                 | 5 febbraio 1999   |                 |
| 14 | Gavin MacInnis       |                 | 12 febbraio 1999  |                 |
| 15 | Nancy Seniuk         |                 | 19 febbraio 1999  |                 |